# Qingchengshan Changdao Guan
Der Qingchengshan Changdao Guan (chinesisch 青城山常道觀 / 青城山常道观, Pinyin Qīngchéngshān Chángdào Guān, englisch Eternal Dao Temple on Mt. Qingcheng; Changdao-Tempel im Qingcheng Shan), der auch die Himmelsmeister-Grotte (Tianshi Dong 天师洞) genannt wird, ist ein daoistischer Tempel im Qingcheng-Gebirge (chinesisch 青城山, Pinyin Qīngchéng Shān) auf dem Gebiet der Stadt Dujiangyan in der chinesischen Provinz Sichuan. Hier praktizierte der Himmelsmeister Zhang Daoling. Der Tempel steht in der Tradition der Quanzhen-Schule des Daoismus.
Er steht auf der Liste der 21 wichtigsten daoistischen Tempel des chinesischen Staatsrates.